# Systremmopsis ribesia
Systremmopsis ribesia är en svampart som beskrevs av Petr. 1923. Systremmopsis ribesia ingår i släktet Systremmopsis, divisionen sporsäcksvampar och riket svampar.   Inga underarter finns listade i Catalogue of Life.